# Villanueva de San Carlos
Villanueva de San Carlos es un municipio y localidad española de la provincia de Ciudad Real, en la comunidad autónoma de Castilla-La Mancha. El término municipal, que además de la localidad homónima incluye a las pedanías de Belvís y La Alameda, tiene una población de 272 habitantes (INE 2024).

## Toponimia
Su nombre original (y oficial) es Villanueva de San Carlos. Se le conoce como el Pardillo porque está construido en el término de una antigua finca que se llamaba el Pardillo.[cita requerida]

## Ubicación
Los términos municipales más cercanos son:
- Puertollano a 20 km.
- Calzada de Calatrava.

Incluye dos pedanías: La Alameda (a 4 km de la cabecera) y Belvis (a 6 km).

## Demografía
Villanueva de San Carlos cuenta con una población de 272 habitantes (INE 2024).
| Gráfica de evolución demográfica de Villanueva de San Carlos entre 1842 y 2021 |
| |
| Población de derecho según los censos de población del INE Población de hecho según los censos de población del INEEntre el censo de 1857 y el anterior, crece el término del municipio porque incorpora a Belvís |

| 492           | 460 | 448 | 418 | 388 | 324 | 308 |
| (Fuente: INE) |     |     |     |     |     |     |

## Festividades
Sus fiestas patronales son en mayo San Isidro Labrador, en octubre la Virgen del Rosario, y las fiestas de verano que se celebran en agosto.
Sus pedanías tienen fiestas patronales en común: la Virgen de las Candelas y San Antonio de Padua. Las fiestas de san Antonio se celebran en junio los días 8, 9 y 10.
La Virgen de Las Candelas se celebra el primer fin de semana de febrero.